# Bodemgeschiktheidskaart
Een bodemgeschiktheidskaart is een kaart waarop voor een bepaald gebied wordt aangegeven hoe geschikt de bodemtypes er zijn voor een bepaald doeleinde, zoals het regelmatig verbouwen van een bepaald gewas, de aanleg van een recreatieterrein, sportveld of drainage. Een bodemgeschiktheidskaart wordt afgeleid van een bodemkaart op basis van gegevens (zoals waterstanden), plaatselijke kwaliteitsmetingen en eerder opgedane ervaringen.